# Mathieu Perget
Mathieu Perget, né le 18 septembre 1984 à Montauban, est un coureur cycliste français. Après sept ans de professionnalisme, il retourne chez les amateurs en 2013 à l'US Montauban 82, puis met une première fois un terme à sa carrière l'année suivante, en 2014. Il rejoint l'équipe Pishgaman Giant fin mars 2015.

## Biographie
Mathieu Perget a commencé le cyclisme en 1998. Après de nombreuses victoires, il a été notamment champion de France cadets puis a terminé troisième du championnat du monde juniors en 2001. Il passe professionnel en 2006 dans l'équipe Illes Balears-Caisse d'Epargne qui devient ensuite Caisse d'Épargne.
Il participe au Tour d'Italie 2007, qu'il termine à la 91e place, ainsi qu'au Tour d'Italie 2008, terminé à la 112e position. Lors de cette édition du Giro, il parvient à rallier l'arrivée à Milan après avoir été malade et affaibli, tout en aidant ses leaders Joaquim Rodríguez, José Rujano et Vladimir Karpets, ce qui achève définitivement sa pleine intégration dans l'équipe espagnole. 
En 2009, il termine à la 15e place du Tour Down Under et remporte le contre-la-montre par équipes du Tour méditerranéen. Enfin, il termine son troisième Tour d'Italie en réalisant sa meilleure performance sur trois semaines, malgré une chute les premiers jours. Après une neuvième place de la Route du Sud en juin, il termine le Tour de l'Ain à la septième position début août. Lors de la troisième étape du Tour du Limousin, il s'échappe en compagnie de son coéquipier David Arroyo. Ils ne sont pas rejoints, et après 117 kilomètres en tête, ils franchissent la ligne d'arrivée en vainqueurs : David Arroyo remporte l'étape et Mathieu Perget prend la tête du général. Il remporte la course le lendemain et s'offre la plus belle victoire de sa carrière. Il termine alors la saison parmi les 225 meilleurs coureurs mondiaux. 
Prenant part à plusieurs des grandes épreuves en début de saison (Paris-Nice, Critérium du Dauphiné), il participe à son premier Tour de France en 2010. Il est échappé pendant plus de 205 kilomètres lors de la sixième étape entre Montargis et Gueugnon, la plus longue de l'édition, et en remporte le prix de la combativité. Proche de prendre la tête du classement de la montagne, il s'échappe de nouveau le lendemain vers la station des Rousses à l'occasion de la septième étape. Il termine cinquième, à 1 minute et 40 secondes du vainqueur, Sylvain Chavanel.
Après ce Tour, il s'engage pour deux années avec l'équipe française AG2R La Mondiale. Il termine premier Français du Tour d'Espagne 2011, qu'il achève en 24e position, son meilleur classement dans un grand tour.
Il chute lors de la cinquième étape du Tour de San Luis, son épreuve de rentrée 2012. Cette chute provoque une fracture du côté gauche du bassin. Après deux mois de repos forcé, il reprend la compétition au début du printemps et parvient à terminer 53e du Tour d'Italie 2012 avec notamment une 29e place de l'étape reine de l'épreuve arrivant au col du Stelvio, la veille de l'arrivée finale à Milan. Cinquième de la Route du Sud après une échappée dans le col du Soulor lors de la troisième étape, il termine en fin de saison quatrième du Tour du Limousin, épreuve qu'il apprécie particulièrement.
Son contrat avec l'équipe AG2R La Mondiale n'est pas renouvelé pour la saison 2013. Sa dernière course chez les professionnels est le Grand Prix cycliste de Montréal.
Il s'engage alors pour la saison 2013 à l'US Montauban 82, club dont il est parrain et où il retrouve son ancien coéquipier Julien Loubet.
Alors qu'il remporte son premier succès depuis son retour chez les amateurs aux Boucles Gersoises fin mars, il participe sous le maillot de l'équipe américaine Equipe CMI Greenover au Tour du Maroc, épreuve phare du calendrier UCI Africa Tour. Course professionnelle de catégorie 2.2 disputée en dix étapes sur plus de 1 610 kilomètres, il s'échappe dès les premiers kilomètres de la deuxième étape disputée entre Oued Laou et Al Hoceima. À l'issue des 181 kilomètres, 6 cols et côtes et plus de 4 100 m de dénivelé positif, sur un parcours très escarpé et venté, Perget se défait de ses compagnons d'échappée pour effectuer les 100 derniers kilomètres en solitaire. Il l'emporte finalement après 5h30 d'effort avec des écarts très importants : 7 minutes 3 secondes sur le deuxième et le troisième, Maroš Kováč et Andrey Mizurov. Adil Jelloul, leader de l'équipe marocaine, termine septième à près de 16 minutes. Perget prend alors la tête du classement général. Il conserve le maillot jaune de leader les huit étapes suivantes, jusqu'à l'arrivée finale à Casablanca où il devance Maroš Kováč et Andrey Mizurov de plus de sept minutes. Il termine également meilleur grimpeur de l'épreuve.
Un mois plus tard, après quelques places d'honneur sur des épreuves élite du Sud-ouest de la France, il retourne au Maroc pour disputer les différentes épreuves du Challenge du Prince. Il termine septième à une minute et deux secondes d'Adil Jelloul lors de la première épreuve, le Trophée princier. Le lendemain, il termine quatrième du Trophée de l'anniversaire, remporté par Rafaâ Chtioui. Puis, le troisième et dernier jour, il termine deuxième de l'épreuve la plus difficile, le Trophée de la maison royale. Il est battu au sprint par son compagnon d'échappée, le tunisien Maher Hasnaoui.
Au mois de juillet, il dispute, avec l'équipe Rietumu-Delfin cette fois, le Tour du lac Qinghai en Chine. Il termine 34e. Au mois d'août, il prend également part au Tour de Guadeloupe où il se montre régulièrement à son avantage dès que la route s'élève. 
À l'issue de la saison 2013, il termine sixième du classement final de l'UCI Africa Tour grâce notamment à ses victoires obtenues lors du Tour du Maroc.
Il met un terme à sa carrière dans le courant de l'année 2014 pour se consacrer à son futur métier de sapeur-pompier dans sa ville natale, à Montauban. Il effectue un bref retour en mars 2015 au sein de l'équipe continentale iranienne Pishgaman Giant.

## Palmarès
| - 2000 - Champion de France sur route cadets - 2001 - 3e étape du Grand Prix Rüebliland - Flèche du Pays d’Arlanc : - Classement général - 1re étape (contre-la-montre) - 2e de La Bernaudeau Junior - 2e du Grand Prix Rüebliland - 3e de la Classique des Alpes juniors - 3e du Trofeo Karlsberg - 3e du championnat du monde sur route juniors - 2002 - Prix de la Ville d'Aubenas : - Classement général - 1re (contre-la-montre) et 2e étapes - Souvenir Mességuer - Ronde Louronnaise - 2003 - Tour du Pays d'Olmes - 2e de la Ronde du Sidobre - 3e des Boucles du Tarn - 3e du Tour du Haut-Béarn - 2004 - 2eb étape du Kreiz Breizh - 2e du Grand Prix d'ouverture Pierre Pinel - 2e du Tour du Béarn - 3e du Tour de La Réunion - 3e du Tour des Pays de Savoie | - 2005 - Médaillé d'or sur route aux Jeux méditerranéens - Grand Prix d'ouverture Pierre Pinel - 5e étape de la Ronde de l'Isard d'Ariège - 3e étape du Tour de Gironde - 2e du Tour de Gironde - 3e du Circuit des Ardennes - 2009 - 2e étape du Tour méditerranéen (contre-la-montre par équipes) - Classement général du Tour du Limousin - 2013 - Ronde et Boucles Gersoises - Tour du Maroc : - Classement général - 2e étape - 2e du Challenge du Prince - Trophée de la maison royale - 2e de Bayonne-Pampelune - 3e du Grand Prix d'ouverture Pierre Pinel - 3e du Tour du Périgord |

## Résultats sur les grands tours

### Tour de France
- 2010 : 64e

### Tour d'Italie
- 2007 : 91e
- 2008 : 112e
- 2009 : 72e
- 2012 : 53e

### Tour d'Espagne
- 2011 : 24e

## Classements mondiaux
| Année                  | 2005 | 2006 | 2007 | 2008 | 2009 | 2010 | 2011 | 2012 | 2013  |
| ---------------------- | ---- | ---- | ---- | ---- | ---- | ---- | ---- | ---- | ----- |
| Calendrier mondial UCI |      |      |      |      |      | 241e |      |      |       |
| UCI World Tour         |      |      |      |      |      |      | nc   | nc   |       |
| UCI Africa Tour        |      |      |      |      |      |      |      |      | 6e    |
| UCI Europe Tour        | 284e |      |      |      |      |      |      |      | 1034e |